# Blackduck (Minnesota)
Blackduck est une ville américaine située dans le Comté de Beltrami, dans le Minnesota. Selon le recensement de 2010, sa population est de 785 habitants.

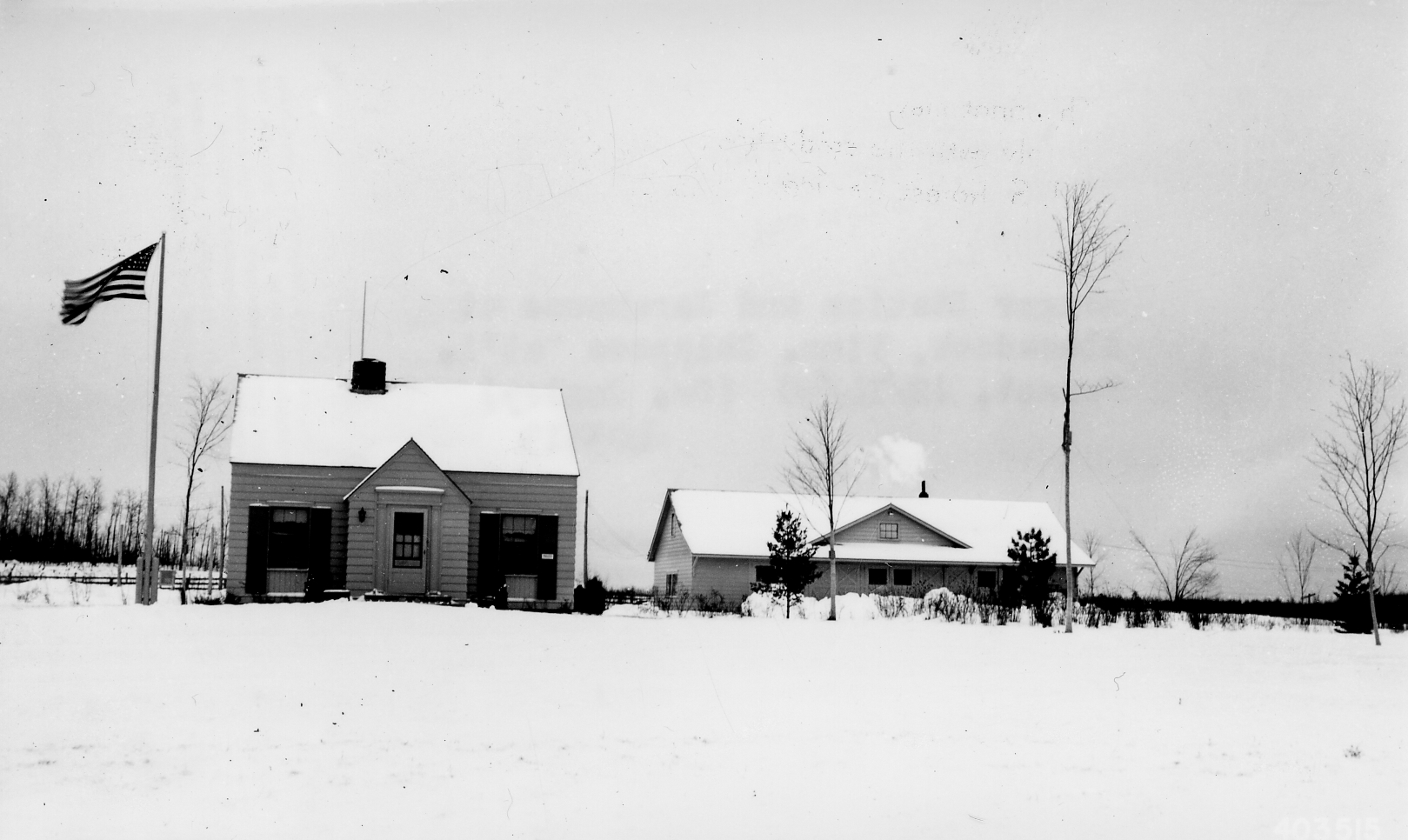
Ranger Station et entrepôt à Blackduck, 1940.